# Ali Umar
Ali Umar (ur. 5 sierpnia 1980 w Malé) – malediwski piłkarz, grający na pozycji napastnika.

## Kariera piłkarska

### Kariera klubowa
W 1996 rozpoczął karierę piłkarską w Youth Sports Club. Od 1998 do 2004 występował w klubie Club Valencia. W 2005 bronił barw Island FC, a w 2006 New Radiant SC. W 2007 przeszedł do VB Sports Club. W 2012 powrócił do New Radiant SC

### Kariera reprezentacyjna
W 1998 debiutował w narodowej reprezentacji Malediwów i w tym meczu strzelił jednego z dwóch goli. Łącznie rozegrał 39 meczów i strzelił 12 goli.

## Nagrody i odznaczenia

### Sukcesy klubowe
- mistrz Malediwów: 2010, 2011, 2012, 2013
- zdobywca Pucharu Malediwów: 2006, 2008, 2011, 2013

### Sukcesy indywidualne
- piłkarz roku na Malediwach: 2006
- piłkarz roku Federacji Malediwów: 2006